# Eugenio Fasciotti
Eugenio Vincenzo Fasciotti (* 5. März 1815 in Turin; † 8. März 1898 in Rom) war ein Diplomat und Politiker im Königreich Italien, der unter anderem Präfekt verschiedener Präfekturen sowie zwischen 1878 und 1898 Mitglied des Senats (Senato del Regno) war.

## Leben

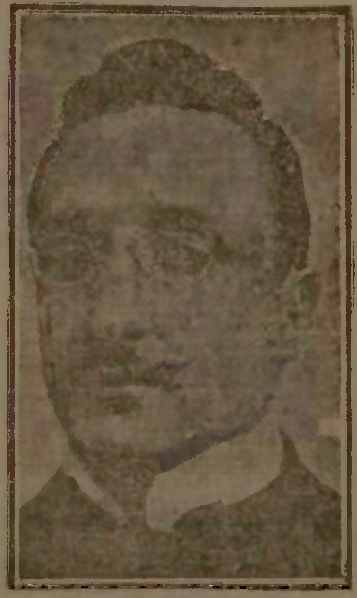
Der Diplomat Carlo Fasciotti war der Sohn von Eugenio Fasciotti und unter anderem von 1911 bis 1919 Gesandter im Königreich Rumänien sowie zwischen 1919 und 1922 Gesandter im Königreich Spanien.

Eugenio Vincenzo Fasciotti war einer von zwei Söhnen von Stefano Fasciotti und Clara Filippi. Er absolvierte ein Studium der Rechtswissenschaften, welches er mit einem Laurea in giurisprudenza beendete. Er trat 1850 in den diplomatischen Dienst des Außenministeriums (Ministero degli affari esteri) des Königreichs Sardinien und wurde zunächst in der Vertretung in Lyon eingesetzt. Zehn Jahre später wurde er 1860 zum Konsul Erster Klasse in Neapel ernannt und für seine Verdienste 1860 auch Offizier des Ordens der Heiligen Mauritius und Lazarus. Nach Ausrufung des Königreichs Italien am 17. März 1861 wurde er in den diplomatischen Dienst des nunmehrigen Außenministeriums (Ministero degli affari esteri) übernommen. Am 17. Juli 1861 wurde er zum Agenten und Generalkonsul Zweiter Klasse in Tunis ernannt. Er war dort bis zum 23. November 1862 tätig. Für seine Verdienste wurde er vom Bey von Tunis Muhammad III. al-Husain zum Ritter des Ordens Nischan el Iftikhar ernannt. Die am 21. September 1862 vorgesehene Versetzung an die Gesandtschaft im Königreich Portugal trat er nicht mehr an, sondern schied am 23. November 1862 aus dem diplomatischen Dienst.
Daraufhin trat Fasciotti in den staatlichen Verwaltungsdienst und war zunächst zwischen dem 11. Januar 1863 und dem 15. April 1866 Präfekt der Präfektur der Provinz Bari sowie daraufhin vom 15. April bis zum 10. Dezember 1866 Präfekt der Provinz Reggio Emilia. Daraufhin fungierte er zwischen dem 10. Dezember 1866 und dem 15. Oktober 1867 als Präfekt der Provinz Catania sowie im Anschluss vom 15. Oktober 1867 bis zum 5. August 1871 erstmals als Präfekt der Provinz Udine. Nach Beendigung der dortigen Tätigkeit übernahm er zwischen dem 5. August 1871 und dem 8. September 1876 den Posten als Präfekt der Provinz Cagliari sowie daraufhin vom 8. September 1876 bis zum 4. März 1877 erneut den des Präfekten der Provinz Udine. Anschließend war er zwischen dem 4. März 1877 und dem 15. Januar 1879 Präfekt der Provinz Padua und wurde für seine Verdienste am 13. März 1877 auch Großoffizier des Ordens der Heiligen Mauritius und Lazarus.
Am 13. Dezember 1877 wurde Eugenio Fasciotti zum Mitglied des Senats (Senato del Regno) ernannt und gehörte diesem vom 14. Mai 1878 bis zu seinem Tode am 8. März 1898 an. Er war des Weiteren zwischen dem 15. Januar 1879 und dem 16. November 1881 Präfekt der Provinz Neapel. Danach befand er sich formell zur besonderen Verfügung des Außenministeriums und erhielt mit seinem endgültigen Ausscheiden aus dem diplomatischen Dienst am 5. Januar 1882 den Ehrentitel eines Gesandten (Inviato straordinario onorario). Aufgrund seiner langjährigen Verdienste wurde ihm auch noch das Großkreuz des Ordens der Heiligen Mauritius und Lazarus und die Würde eines Großoffiziers des Ordens der Krone von Italien verliehen.
Aus seiner Ehe mit Carlotta Gnecco gingen die Tochter Clara sowie der Sohn Carlo Fasciotti (1870–1958) hervor, der ebenfalls Diplomat wurde und unter anderem von 1911 bis 1919 Gesandter im Königreich Rumänien sowie zwischen 1919 und 1922 Gesandter im Königreich Spanien war. Am 10. November 1922 wurde Carlo Fasciotti nach dem Marsch auf Rom von seinem Posten abberufen. Er widersetzte sich Mussolinis Politik der Politisierung der Diplomatie durch die sogenannte Erneuerung des Volkes und machte seine Beschwerden in einem Memorandum an König Viktor Emanuel III. bekannt.